# MAN (мережа)
Міська мережа (або мережа мегаполісів) (англ. Metropolitan Area Network (MAN)) це тип мережі, що призначені для обслуговування території великого міста-мегаполіса.

## Опис
Мережі мегаполісів з'явилися порівняно нещодавно. При досить великих відстанях між вузлами (десятки кілометрів) вони володіють якісними лініями зв'язку і високими швидкостями обміну, іноді навіть більш високими, ніж в класичних локальних мережах(LAN). Як і у разі локальних мереж, при побудові MAN вже існуючі лінії зв'язку не використовуються, а прокладаються наново. Мережі мегаполісів займають деяке проміжне положення між локальними та глобальними мережами і слугують для об'єднання цих мереж між собою. Вони використовують цифрові магістральні лінії зв'язку, часто оптичноволоконні, з високими швидкостями (наприклад 45 Мбіт/с).

## MAN та телекомунікації
MAN мережі спочатку були розроблені для передачі даних, але зараз вони підтримують і такі послуги, як відеоконференції і інтегральну передачу голосу і тексту. Розвиток технології мереж мегаполісів здійснювався місцевими телефонними компаніями. Історично склалося так, що місцеві телефонні компанії завжди володіли слабими технічними можливостями і через це не могли залучити великих клієнтів. Щоб подолати свою відсталість і зайняти гідне місце у світі локальних і глобальних мереж, місцеві підприємства зв'язку зайнялися розробкою мереж на основі самих сучасних технологій, наприклад технології комутації осередків SMDS або ATM. Мережі мегаполісів є суспільними мережами, і тому їх послуги обходяться дешевше, ніж побудова власної (приватної) мережі в межах міста.